# Karl Lorenz (Richter)
Karl Hermann Otto Lorenz (* 11. Januar 1868 in Berlin; † 16. Januar 1931 in Leipzig) war Senatspräsident beim Reichsgericht.

## Leben
Der Preuße Lorenz studierte Rechtswissenschaft an der Friedrich-Wilhelms-Universität Berlin. 1885 wurde er Mitglied des Corps Baltia Berlin. 1889 wurde er auf den preußischen Landesherrn vereidigt. 1900 wurde er als Amtsrichter tätig. 1905 wurde er zum Landrichter ernannt. 1908 folgte die Beförderung zum Kammergerichtsrat. 1917 kam er zum Reichsgericht. Als Reichsgerichtsrat war er im IV. Strafsenat und V. Zivilsenat tätig. Seit 5. Januar 1925 war er Richter beim 
Staatsgerichtshof zum Schutze der Republik. Am 9. Februar 1928 wurde er Nachfolger Niedners als Senatspräsident des IV. Strafsenats. Dessen viel kritisierte Hochverratsrechtsprechung setzte er fort. Lorenz verstarb im Amt.